# Dallas-Fort Worth Film Critics Association Awards 2024
La 30ª edizione dei Dallas-Fort Worth Film Critics Association, annunciata il 18 dicembre 2024, ha premiato i migliori film usciti nel corso del 2024.

## Vincitori
A seguire vengono indicati i vincitori, in grassetto.

### Miglior film
1. Anora, regia di Sean Baker
2. The Brutalist, regia di Brady Corbet
3. Conclave, regia di Edward Berger
4. Dune - Parte due (Dune: Part Two), regia di Denis Villeneuve
5. A Complete Unknown, regia di James Mangold
6. The Substance, regia di Coralie Fargeat
7. Wicked (Wicked: Part I), regia di Jon M. Chu
8. Nickel Boys, regia di RaMell Ross
9. A Real Pain, regia di Jesse Eisenberg
10. Sing Sing, regia di Greg Kwedar

### Miglior regista
1. Sean Baker – Anora
2. Brady Corbet – The Brutalist
3. Denis Villeneuve – Dune - Parte due (Dune: Part Two)
4. Coralie Fargeat – The Substance
5. RaMell Ross – Nickel Boys

### Miglior attore
1. Ralph Fiennes – Conclave
2. Adrien Brody – The Brutalist
3. Timothée Chalamet – A Complete Unknown
4. Colman Domingo – Sing Sing
5. Hugh Grant – Heretic

### Miglior attrice
1. Mikey Madison – Anora
2. Demi Moore – The Substance
3. Karla Sofía Gascón – Emilia Pérez
4. Angelina Jolie – Maria
5. Marianne Jean-Baptiste – Hard Truths e Nicole Kidman – Babygirl (ex aequo)

### Miglior attore non protagonista
1. Guy Pearce – The Brutalist
2. Kieran Culkin – A Real Pain
3. Edward Norton – A Complete Unknown
4. Denzel Washington – Il gladiatore II (Gladiator II)
5. Clarence Maclin – Sing Sing

### Miglior attrice non protagonista
1. Zoe Saldana – Emilia Pérez
2. Margaret Qualley – The Substance
3. Ariana Grande – Wicked (Wicked: Part I)
4. Danielle Deadwyler – The Piano Lesson
5. Monica Barbaro – A Complete Unknown

### Miglior film in lingua straniera
1. Il seme del fico sacro (Dāne-ye anjīr-e ma'ābed), regia di Mohammad Rasoulof
2. Emilia Pérez, regia di Jacques Audiard
3. All We Imagine As Light - Amore a Mumbai (All We Imagine as Light), regia di Payal Kapadiya
4. Io sono ancora qui (Ainda estou aqui), regia di Walter Salles
5. Kneecap, regia di Rich Peppiatt

### Miglior documentario
1. Sugarcane, regia di Julian Brave NoiseCat e Emily Kassie
2. Daughters, regia di Natalie Rae e Angela Patton
3. Will & Harper, regia di Josh Greenbaum
4. Super/Man: The Christopher Reeve Story, regia di Ian Bonhôte e Peter Ettedgui
5. Dahomey, regia di Mati Diop

### Miglior film d'animazione
1. Il robot selvaggio (The Wild Robot), regia di Chris Sanders
2. Flow - Un mondo da salvare (Straume), regia di Gints Zilbalodis

### Miglior fotografia
1. Greig Fraser – Dune - Parte due (Dune: Part Two)
2. Lol Crawley – The Brutalist

### Miglior sceneggiatura
1. Brady Corbet e Mona Fastvold – The Brutalist
2. Sean Baker – Anora

### Miglior colonna sonora
1. Kris Bowers – Il robot selvaggio (The Wild Robot)
2. Trent Reznor e Atticus Ross – Challengers

### Russell Smith Award
- Il seme del fico sacro (Dāne-ye anjīr-e ma'ābed), regia di Mohammad Rasoulof